# Acker-Hornmoos
Das Acker-Hornmoos (Anthoceros agrestis) ist eine Art aus der Familie der Hornmoose.

## Beschreibung
Diese Hornmoosart bildet hell- bis blassgrüne, rosettenförmige Thalli, die unregelmäßig gelappt sind. Im Durchmesser werden sie 0,5 bis 1,5 Zentimeter groß. Die Thalluslappen sind wellig bis stark gekräuselt und zerschlitzt. 
Im mehrzellschichtigen Thallusgewebe befinden sich Schleimhöhlen, die häufig von Kolonien von Cyanobakterien der Gattung Nostoc besiedelt werden.
Die Antheridien werden in Gruppen von 4 bis 15 in innenliegenden Kammern auf der Oberseite des Thallus gebildet und erreichen eine Länge von 50 bis 90 μm. Die Archegonien liegen einzeln auf der Oberseite. Nach der Befruchtung entwickeln sich auf den Pflanzen die horn- oder schotenförmigen Sporophyten, die zwischen 1 und 3 Zentimetern lang werden. Zur Sporenreife verfärben sich die Kapseln schwarz und öffnen sich durch zwei Längsrisse.
Die Sporen sind im Durchmesser 38–62 μm groß und dunkelbraun bis schwärzlich gefärbt. Die Proximalseite der Sporen ist mit einem Netz verschmolzener Leisten besetzt, die gegabelte Stacheln tragen.

## Verbreitung und Ökologie
Die Art ist in Mittel- und Südeuropa, Nordafrika und Nordamerika verbreitet. In Europa liegt ihr Schwerpunkt in der temperaten Zone. 
Das Acker-Hornmoos ist entsprechend seinem Namen hauptsächlich auf landwirtschaftlichen Nutzflächen, vor allem Stoppeläckern anzutreffen. Dabei werden schwerpunktmäßig Getreidestoppeläcker besiedelt. Daneben ist die Art auch in lückigen Wiesen, Grabenrändern und auf Teichböden zu finden. Es wird feuchte, lehmige bis tonige, neutrale bis schwach saure, kalkarme Erde bevorzugt. Ihr ökologisches Verhalten lässt sich anhand der Zeigerwerte nach Ellenberg folgendermaßen charakterisieren: L 9, T 5, K 5, F 7 und R 4.
Es handelt sich um eine Pionierart, die offene Erdstellen schnell besiedeln kann. 
Nach der Klassifikation der ökologischen Strategietypen der Moose nach During handelt es sich um eine annuelle Pendlerart, die kurzzeitig nach Störungen auftritt und ungünstige Perioden durch Einlagerung großer Sporen (Durchmesser > 20 μm) in die Diasporenbank des Bodens überdauert.

## Vergesellschaftung
Die Art tritt vorwiegend in der Ackermoosgesellschaft Pottietum truncatae v. Krus. 1945, sowie in der Kleinling-Hornmoos-Gesellschaft (Centunculo-Anthocerotetum) Koch ex Libbert 1932 auf. In ersterer wächst sie vorwiegend mit dem Abgestutzten Pottmoos (Pottia truncata), dem Einhäusigen Braunhornmoos (Phaeoceros carolinianus), dem Acker-Kleingabelzahnmoos (Dicranella staphylina), dem Schleiersporigen Tagmoos (Ephemerum minutissimum), dem Zwerg-Zipfelmoos (Fossombronia pusilla) und verschiedenen Sternlebermoos-Arten. In letzterer ist sie mit dem Zwerg-Gauchheil, der Kröten-Binse und dem Sumpf-Ruhrkraut vergesellschaftet.

## Gefährdung und Schutz
Die Art wird in Deutschland als mäßig häufig eingestuft. Aufgrund des Rückgangs geeigneter Habitate, vor allem von Stoppelfeldern in der Landwirtschaft, wird Anthoceros agrestis in der Roten Liste der Pflanzen Deutschlands als Art der Vorwarnliste (Kategorie V) eingestuft.